# ATP Bordeaux 1979
L'ATP Bordeaux 1979 è stato un torneo di tennis giocato sulla terra rossa. È stata la 1ª edizione dell'ATP Bordeaux, che fa parte del Colgate-Palmolive Grand Prix 1979. Il torneo si è giocato a Bordeaux in Francia, dal 1º al 7 ottobre 1979.

## Campioni

### Singolare maschile
Yannick Noah ha battuto in finale  Harold Solomon con il punteggio di 6–0, 6–7, 6–1, 1–6, 6–4

### Doppio maschile
Patrice Dominguez /  Denis Naegelen hanno battuto in finale  Bernard Fritz /  Iván Molina con il punteggio di 6–4, 6–4